# Château-Chalon
Château-Chalon è un comune francese di 176 abitanti situato nel dipartimento del Giura nella regione della Borgogna-Franca Contea.

## Società

### Evoluzione demografica
Abitanti censiti